# Artena rectilinea
Artena rectilinea är en fjärilsart som beskrevs av Pieter Cornelius Tobias Snellen 1877. Artena rectilinea ingår i släktet Artena och familjen nattflyn. Inga underarter finns listade i Catalogue of Life.